# Bắc Kạn
Bắc Kạn este o provincie în Vietnam. Capitala prefecturii este orașul Bắc Kạn.

## Județ
- Bắc Kạn
- Ba Bể
- Bạch Thông
- Chợ Đồn
- Chợ Mới
- Na Rì
- Ngân Sơn
- Pác Nặm

1. ↑   (PDF) https://monre.gov.vn/VanBan/Lists/VanBanChiDao/Attachments/3012/b4.1_Signed.pdf Lipsește sau este vid: |title= (ajutor)
2. ↑   https://www.gso.gov.vn/en/px-web/?pxid=E0201&theme=Population%20and%20Employment Lipsește sau este vid: |title= (ajutor)
3. ↑   https://mabuuchinh.vn/ Lipsește sau este vid: |title= (ajutor)
4. ↑   http://postcode.vn/ Lipsește sau este vid: |title= (ajutor)